# 161 هـ
161 هـ هي سنة في التقويم الهجري امتدت مقابلةً في التقويم الميلادي بين سنتي 777 و778.

## مواليد
- إسحاق بن راهويه
- ديك الجن
- علي بن المديني

## وفيات
- إبراهيم بن أدهم
- حماد عجرد
- سفيان الثوري